# Jacques Bizet
Pour les articles homonymes, voir Bizet (homonymie).
 (août 2022).
Jacques Bizet (né à Paris 9e le 10 juillet 1872 et mort le 3 novembre 1922) est un médecin français, surtout connu comme étant un ami de jeunesse de Marcel Proust. Il est le fils du compositeur Georges Bizet (de nom de famille Alexandre César Léopold Bizet) et de son épouse, la salonnière Geneviève Halévy (1849-1926) et le cousin de l'historien et essayiste Daniel Halévy.

## Biographie
Jacques Bizet devient orphelin de père à l'âge de trois ans, et manifeste un fort attachement à sa mère qui se remarie plus tard en 1886 avec l'avocat Émile Straus. Elle tient un salon qui est fréquenté par les artistes et le gratin mondain de l'époque.
Jacques Bizet commence ses études à l'école enfantine, au cours Pape-Carpentier, où Marcel Proust est aussi élève, puis au lycée Condorcet, où il est condisciple d'Abel Desjardins, de Robert Dreyfus, de Fernand Gregh, de son cousin Daniel Halévy, et toujours de Marcel Proust, d'un an tout juste son aîné, qui se prend pour lui d'une amitié exaltée à l'adolescence, à tel point que sa mère interdit sa porte au jeune Proust. Halévy et Bizet fondent deux petites revues littéraires au lycée, la Revue Verte et la Revue Lilas auxquelles collaborent Proust et Gregh. Trois ans plus tard, Fernand Gregh fonde la revue Le Banquet, qui paraît de mars 1892 à mars 1893, et où l'on note les signatures de jeunes gens à l'avenir certain, comme Proust, Robert de Flers, Gaston Arman de Caillavet, Léon Blum, Daniel Halévy, mais aussi Jacques Bizet. Ce dernier devient étudiant en médecine et repousse avec tact les avances de Proust. Plus tard, en dernière année de médecine, Jacques Bizet, qui habite une garçonnière quai de Bourbon, fonde une revue pour théâtre d'ombre à laquelle collabore Jacques-Émile Blanche. 
Grâce à son amitié, dès 1889, Proust est introduit au salon de Mme Straus, dont il deviendra un assidu durant de nombreuses années et où il observe des personnages qui deviendront ceux d' À la recherche du temps perdu. Ce salon est ardemment dreyfusard, comme l'hôtesse des lieux, d'origine juive par son père et sa mère, et épouse d'un avocat que la rumeur disait être un frère naturel des Rothschild. Bizet comme Proust signe la pétition du journal L'Aurore. C'est le déclin du salon de Mme Straus qui s'amorce, à cause d'une gêne du gratin vis-à-vis de l'« Affaire ». Jacques Bizet est d'ailleurs provoqué en duel par le dramaturge André Picard en 1902, et le drame est évité de justesse.
Bizet devient directeur d'une compagnie de location de voitures, les Taximètres Unic de Monaco, fondée par les Rothschild, qu'utilisera Proust pour ses voyages à la campagne, en particulier en Normandie. Il épouse la nièce de son oncle Ludovic Halévy, Madeleine Breguet, mais elle meurt au cours d'une opération chirurgicale [réf. souhaitée] des mains du docteur Pozzi. Il se remarie avec Alice Franckel, la grand-mère du futur Maurice Sachs (1906-1945) sur qui Jacques Bizet exercera une grande fascination.
En 1909, Jacques Bizet crée la société automobile Le Zèbre.
Bizet, de plus en plus irascible, se bat en duel en 1912 contre le comte Hubert de Pierredon qu'il avait giflé. Au début de la Grande Guerre, il est médecin militaire à l'hôpital Saint-Martin.
Jacques Bizet fut écrasé par l'excellence de son milieu familial. Il finit par devenir morphinomane et alcoolique et se suicide, à cause de sa maîtresse, douze jours avant la mort de Proust. Il est enterré, au côté de son père, au cimetière du Père-Lachaise (68e division).

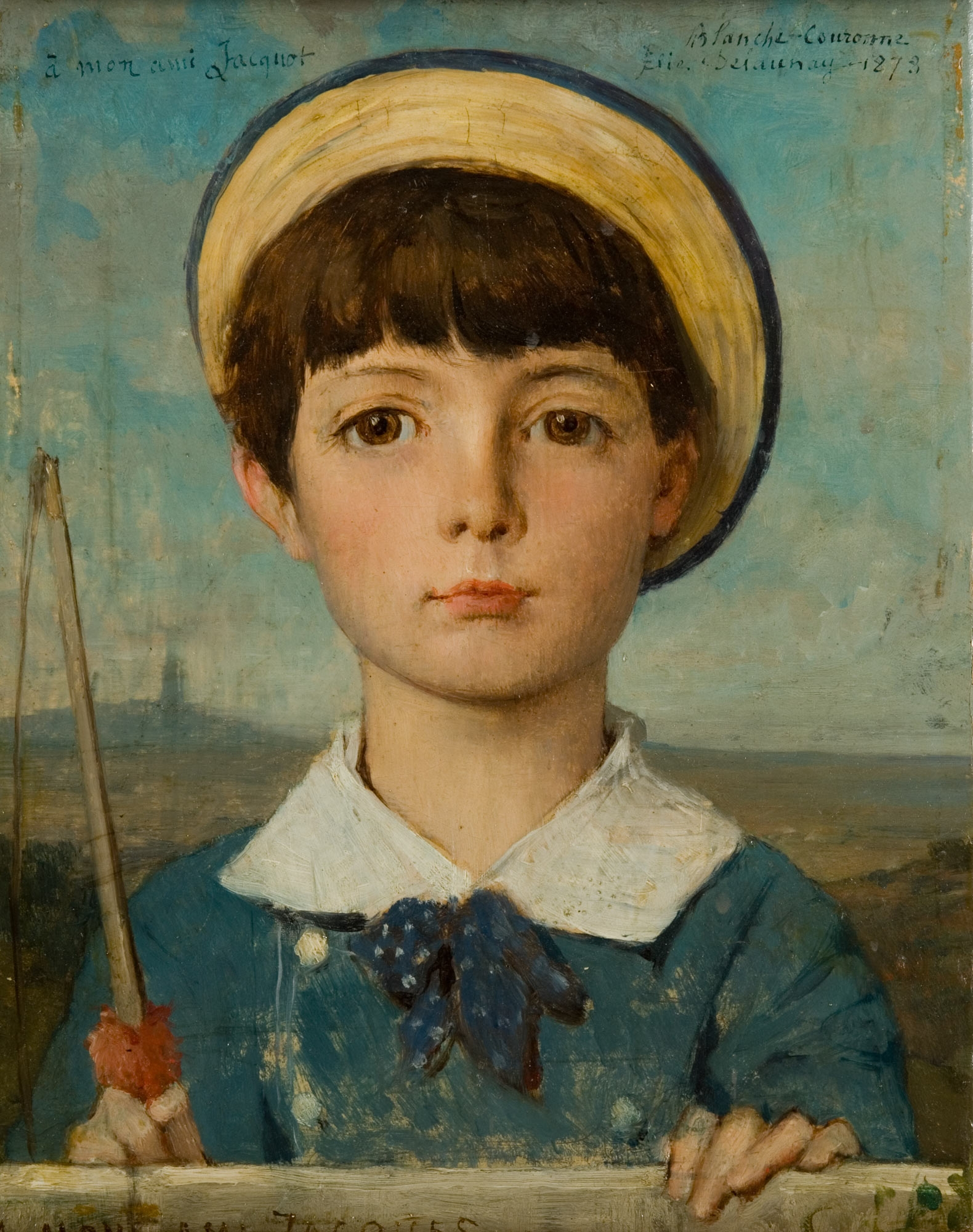
Jacques Bizet à 6 ans, par Delaunay, Nantes.
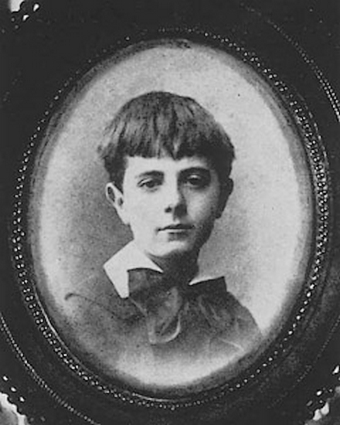
Jacques Bizet vers 1882.